# フレディ・シアーズ
フレデリック・デイヴィッド・シアーズ（Frederick David Sears、1989年11月27日 - ）は、イギリス・ロンドン出身のサッカー選手。チャサム・タウンFC所属。ポジションはFW。U-21イングランド代表。

## 経歴
11歳で、ウェストハム・アカデミーに入団。07/08シーズンの3月15日の対ブラックバーン戦で途中出場し、トップチームデビュー。途中出場でありながら、決勝ゴールを決めた。4月19日の対ダービー戦で初めて先発出場した。2015年1月16日、チャンピオンシップのイプスウィッチ・タウンFCに2017年までの契約で加入した。
2021年6月15日、コルチェスター・ユナイテッドFCに復帰し、2年契約を結んだ。
2023年9月、ダゲナム・アンド・レッドブリッジFCに移籍した。
2024年3月、ブレントリー・タウンFCに移籍した。
2024年7月19日、チャサム・タウンFCに移籍した。